# エドゥサ革命

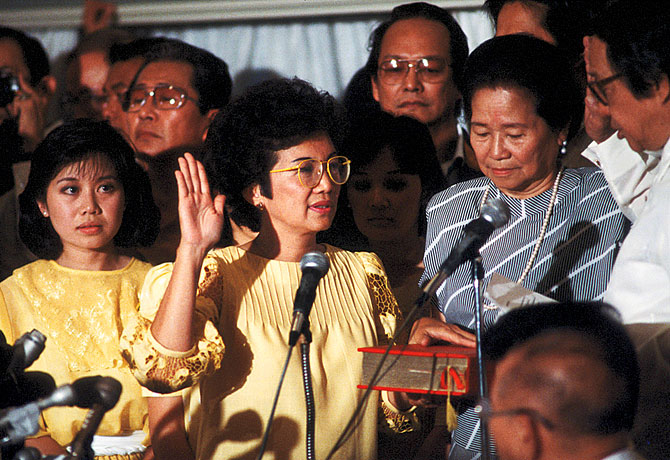
コラソン・アキノが、不正選挙に蜂起した民衆の力によって、マルコス亡命後の大統領に就任した。

エドゥサ革命（エドゥサかくめい、タガログ語: Rebolusyon sa EDSA, 英: Edsa Revolution）とは、1986年2月22日のフィリピン軍改革派将校のクーデター決起から25日のアキノ政権樹立に至るまでフィリピンで発生した革命である。
「エドゥサ（EDSA）」は、マニラ首都圏にあるアギナルド空軍基地（国防省が同居）が面するエドゥサ通り のことを指す。この革命では、フェルディナンド・マルコス政権に抗議する100万の群衆がエドゥサ通りに集まった。
フィリピンでは「ピープルパワー革命、単にピープルパワー（People Power Revolution, People Power）」という愛称で呼ばれることが最も多い。

## 背景

### マルコス独裁

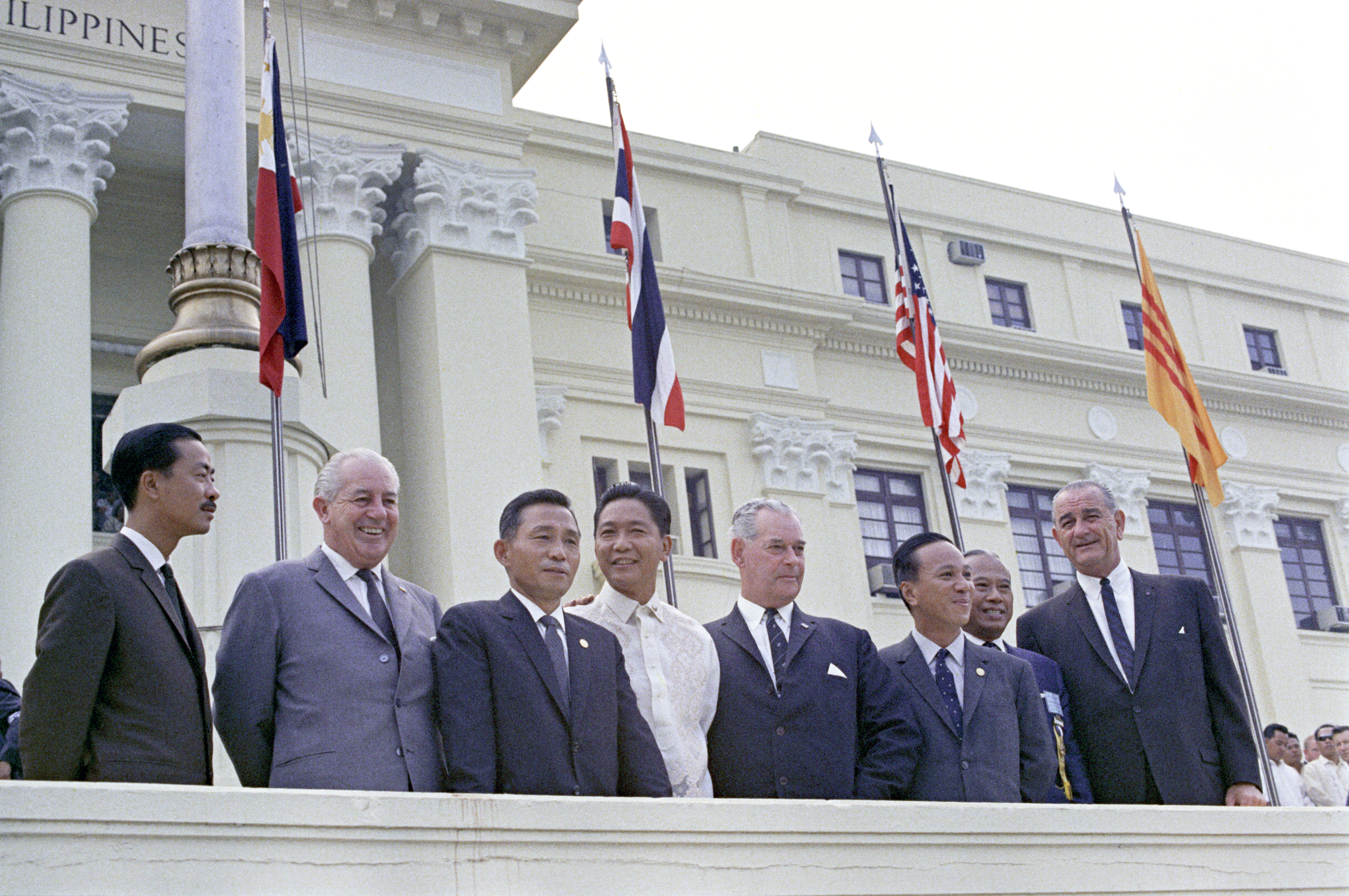
SEATO会議におけるマルコス大統領（左から4番目、1966年）

1965年に大統領に就任したフェルディナンド・マルコスは、ベトナム戦争へのフィリピン軍の派遣を行う他、東南アジア条約機構 (SEATO) において中心的な役割を果たすなどなど冷戦下において反共産主義の姿勢を強く掲げ、アメリカや日本、韓国や南ベトナムなどの西側諸国との関係を強化する傍ら、国内産業の工業化と西側自由世界の貿易自由化を推進し、フィリピン経済の安定化に貢献した。この様な実績が評価されたこともあり、1969年に行われた選挙で再選を勝ち取った。
しかしマルコス政権はその後独裁の様相を強め、1972年9月21日には、「布告No.1081」によって、フィリピン全土に戒厳令を布告した。この戒厳令により憲法は停止され、1973年には戒厳令の布告中に、大統領職と首相職を兼任することを認める議院内閣制の新憲法を制定、さらに1976年には暫定議会選挙まで両職を兼任できるように憲法改正を行う。
このようなマルコス大統領による独裁支配に反対する野党勢力の中心人物のベニグノ・アキノ（ニノイ・アキノ）らの有力者は次々に拘束され、その多くはアメリカなどの海外への亡命を余儀なくされた。

### ベニグノ・アキノ暗殺
亡命先のアメリカで、反マルコス活動を続けていたベニグノ・アキノは、その後大統領選挙への立候補を行うためにフィリピンへの帰国を決断し「帰国した場合、命の保証はできない」とマルコス大統領から警告を受けていたにもかかわらず、1983年8月21日に亡命先のアメリカから中華民国の中正国際空港経由で帰国した。しかしマニラ国際空港に搭乗機が到着し、警護役のフィリピン軍兵士に機内から連行されボーディングブリッジ脇の階段を降りた直後に射殺された。
この暗殺事件は、世界的にマルコス大統領に対しての非難を呼ぶとともに、国内においてくすぶっていた反マルコスの機運を爆発させることになった。実際に、それまで散発的な行動でしかなかった反マルコス運動が、一夜にしてフィリピン全土を覆うようになり、マルコス大統領の独裁体制のみならずイメルダ夫人の豪勢な生活スタイルや、一族による汚職にまで非難が集中するようになった。
アキノ暗殺事件では、多くのフィリピン国民がマルコス大統領自身が直接関与していないにせよ、隠蔽工作には関わっていると考えていた。1985年に暗殺事件の容疑者として起訴された、国軍参謀総長のファビアン・ベール大将らの無罪判決は、裁判の公正性への疑問と共に、この考えをより強くさせるものだった。

### 内政の混乱

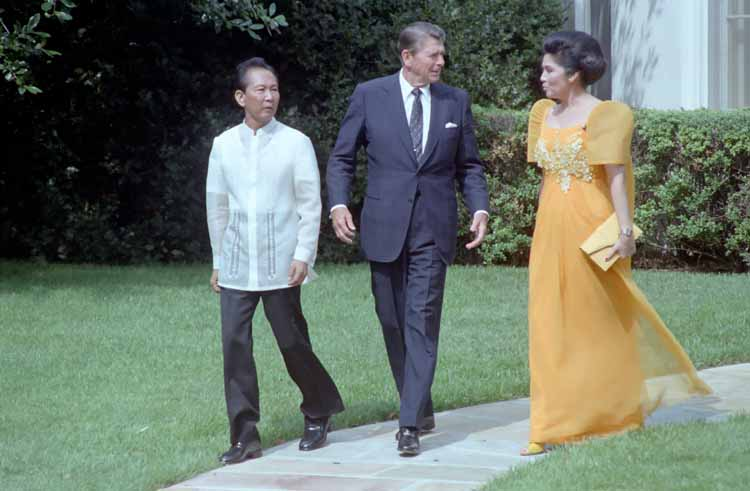
マルコス大統領とイメルダ夫人、中央はアメリカのレーガン大統領

反マルコスデモの頻発に象徴される、フィリピン全土に波及し始めた政情不安は、アメリカ合衆国や日本などの友好国の注目をひき、世界からの観光客減少や外資による投資を敬遠させた。翌年には経済のマイナス成長が始まり、フィリピン共和国政府の振興策も効果がなかった。失業率は1972年の6.30%から1985年には12.55%まで増大した。
さらにマルコス大統領自身も、腎臓疾患のために政務に支障が生じ、閣議に欠席する日が続く。この頃にはイメルダ夫人が政務を取り仕切るようになり、取り巻きたちは、バターン原子力発電所建設に象徴される、意図的に杜撰なプロジェクトなどで汚職を繰り返し、これに対する国民の不満は爆発し、フィリピン国内で反マルコスデモと警官隊の衝突が相次ぐようになった。
フィリピン全土が内乱状態に陥るような事態は、フィリピンにアメリカ軍基地を持ち、冷戦下における軍事上の拠点としても重要視していたアメリカ合衆国連邦政府としては、絶対に避けたいものだった。ロナルド・レーガン大統領もマルコス大統領に対し、「ベニグノ・アキノ・ジュニア暗殺事件に対する責任がある」といって非難を強めるようになった。このような状況下で、アキノの暗殺後にその遺志をつぐことになった妻のコラソン・アキノ（コリー）が、反マルコス派のシンボル的な存在としてにわかに注目の人となる。

## 革命

### 不正選挙

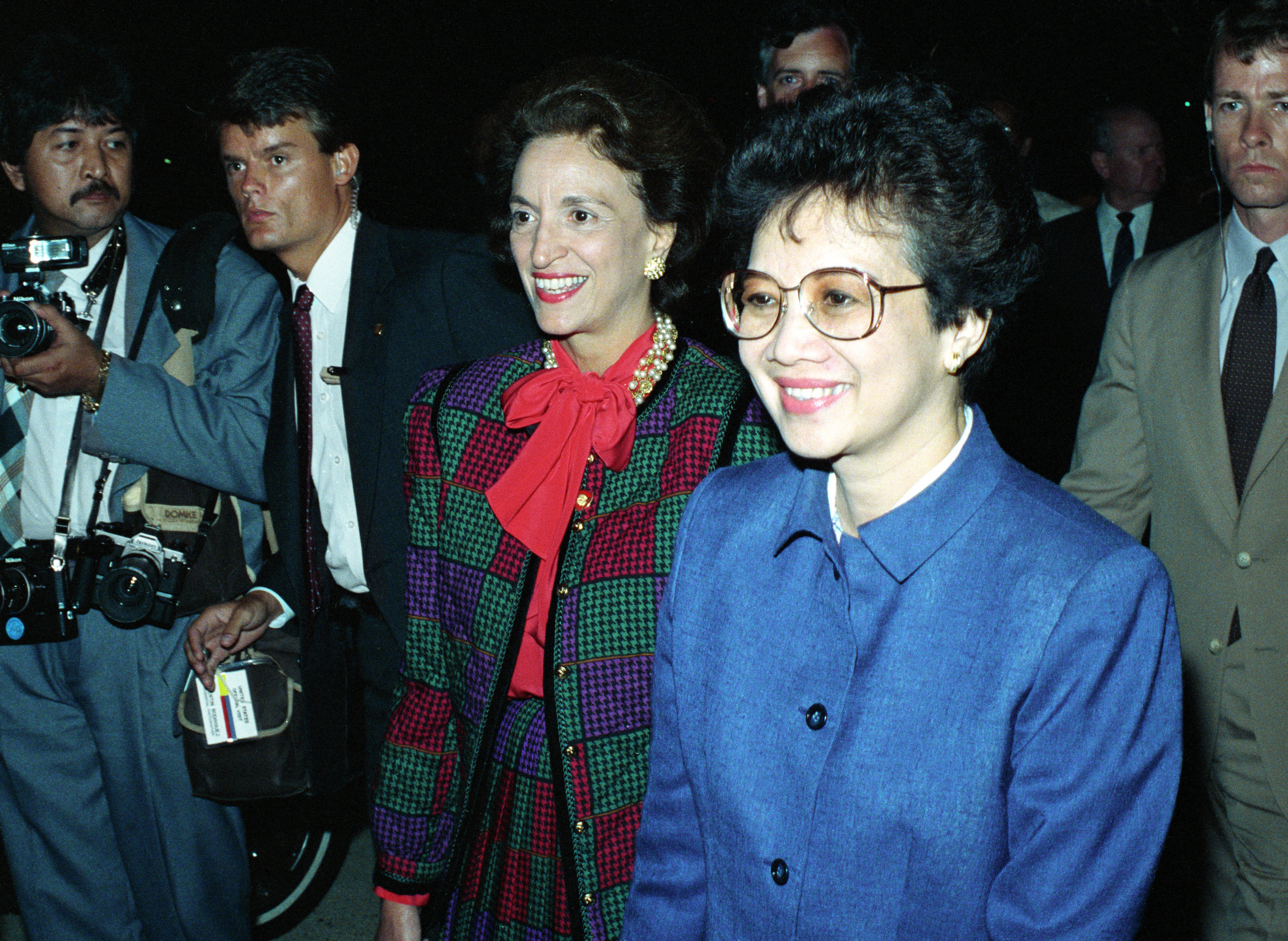
コラソン・アキノ

このような状況下に置かれたマルコス大統領は、国民の不満を解消することや国際社会からの非難をかわすことを目的に、まだ任期が残っていたにもかかわらず、1986年初頭に大統領選挙を行うことを発表した。そこに立候補したコリーは徹底して反マルコスキャンペーンを行い、フィリピン全土を回って支持を訴え国民の大多数の支持を訴えた。
大統領選挙中、マルコス支持派は「マルコス・パ・リン（まだマルコスに大統領を続けてほしい）」と、対抗するアキノ派は「タマ・ナ（もううんざり）」、「ソブラ・ナ（やりすぎだ）」と応酬を繰り返した。
1986年2月7日に投票が行われ、開票の結果、民間の選挙監視団体「自由選挙のための全国運動（NAMFREL）」や公式な投票立会人らが、「最終得点はアキノが約80万票差で勝利した」と示したものの、マルコス大統領の影響下にあった中央選挙管理委員会の公式記録は「マルコスが160万票の差で勝利した」と発表した。

### 非難と造反
マルコスによるあからさまな開票操作は、野党連合のみならず、フィリピンに大きな影響力を持つカトリック教会やアメリカ合衆国連邦政府からも非難を浴び、コリーと支持者たちは「明らかな不正選挙が行われた」として、これを受け入れず抗議を行った。多くの国民が貧富の差を超えて同調し、人々は右手親指と人差し指で L （laban、タガログ語：闘い）の指文字を掲げ、“闘うぞ”とアピールした。フィリピン国内各地では、コリーのシンボルカラーであった黄色のシャツを着た人々による反マルコスデモが沸き起こり、マニラでは100万人がエドゥサ通りを埋めた。
2月22日には、選挙結果に反対するフアン・ポンセ・エンリレ国防相やフィデル・ラモス参謀長らが決起し、「マルコスをもう大統領とは認めない」と表明し、国防省のあるアギナルド空軍基地（フィリピン独立革命に功績のあったエミリオ・アギナルドにちなむ）に篭城するなど、マルコス体制を支えてきた軍の高官たち、冷戦下において反共主義を採り続けてきたマルコスの事実上の後見人的存在であったアメリカ政府も、この時点において完全にマルコスを見放した。

### マルコス亡命
2月25日にコリーが大統領就任宣誓を行い、多くのマニラ市民によってマラカニアン宮殿を包囲されたマルコス夫妻は、アメリカ軍のヘリコプターで脱出した。その後マルコス夫妻とその一族は、クラーク空軍基地からアメリカ空軍機でハワイ州に向かい、そのまま亡命し、ここに20年以上にわたるマルコスによる独裁は終焉を迎えた。

## 記録として
革命を支援すべく放送された、ラジオの録音音声や原稿などが、世界の記憶に登録されている。